# Pankratiuskirche (Möglingen)

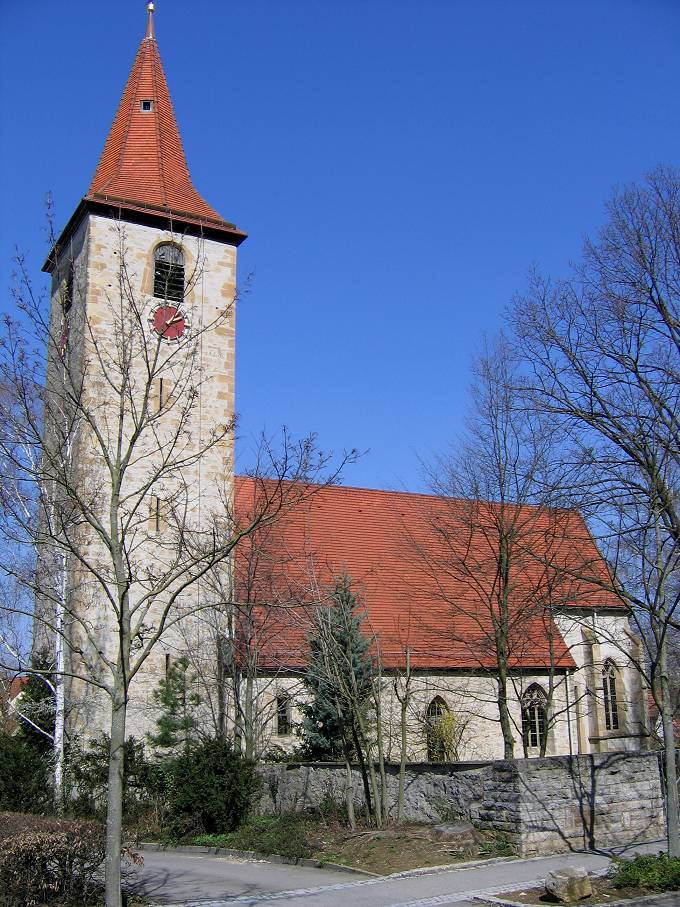
Pankratiuskirche in Möglingen

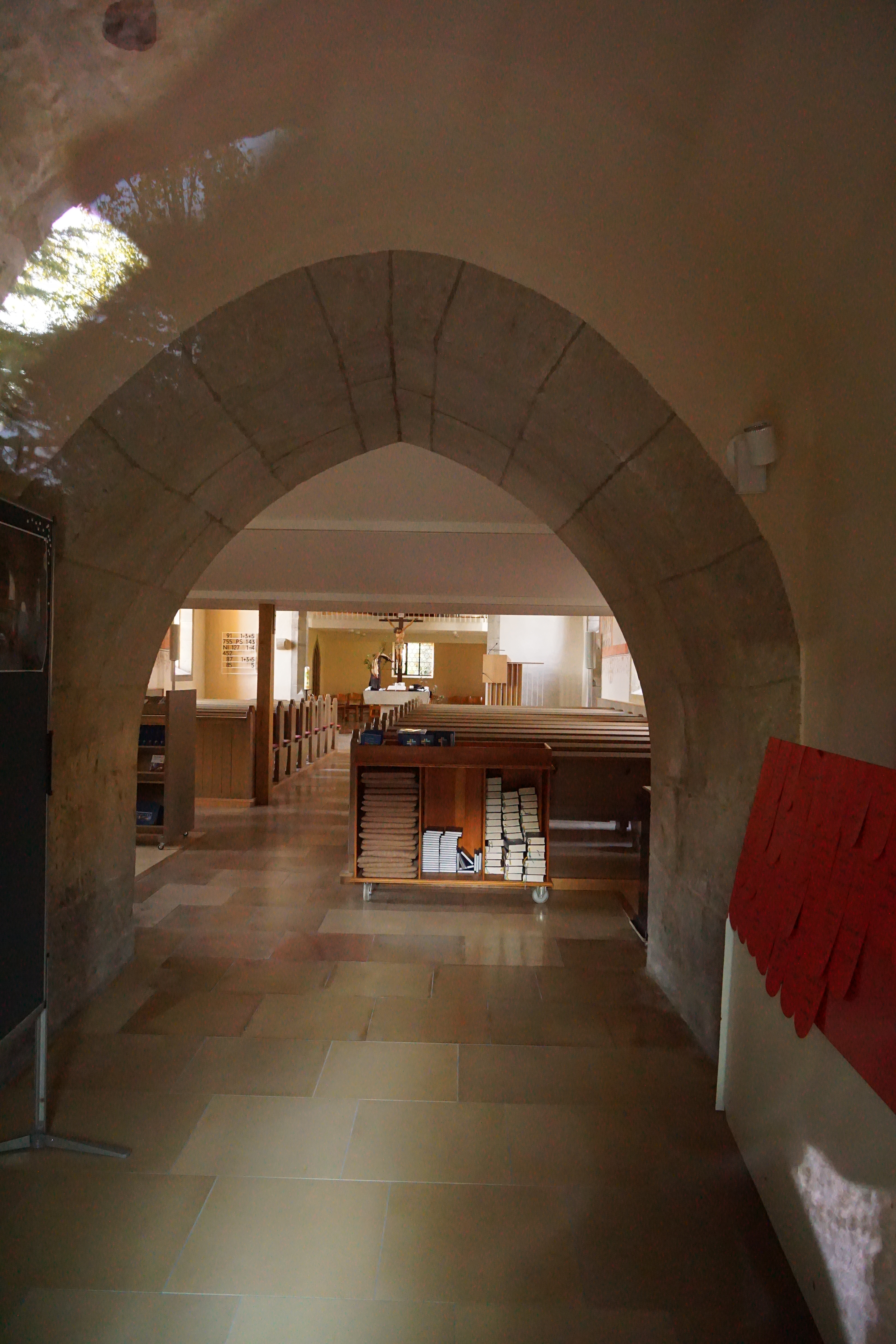
Innenansicht

Die evangelische Pankratiuskirche steht in Möglingen, einer Gemeinde im Landkreis Ludwigsburg in Baden-Württemberg. Das Bauwerk ist beim Landesamt für Denkmalpflege Baden-Württemberg als Baudenkmal eingetragen. Die Kirchengemeinde gehört zum Kirchenbezirk Ludwigsburg der Evangelischen Landeskirche in Württemberg.

## Beschreibung
Die Saalkirche besteht aus einem Langhaus, einem eingezogenen, dreiseitig geschlossenen, von Strebepfeilern gestützten Chor im Osten mit der Sakristei an seiner Nordwand und einem Kirchturm im Westen, dessen drei unteren Geschosse aus dem 13. Jahrhundert stammen. Er wurde 1598 mit einem Geschoss aufgestockt, das die Turmuhr und hinter den Klangarkaden den Glockenstuhl für fünf Kirchenglocken beherbergt, und mit einem achtseitigen Knickhelm bedeckt.
Die Flachdecke des Innenraums wurde im Langhaus 1970/72 durch eine hölzerne Tonnendecke ersetzt. Die Orgel auf der Empore im Chor wurde in den 1960er Jahren aufgestellt.